# Южне (Тайиншинський район)
Ю́жне (каз. Южное) — село у складі Тайиншинського району Північноказахстанської області Казахстану. Входить до складу Краснополянський сільського округу, раніше було у складі ліквідованої Краснодольської сільської ради.
Населення — 125 осіб (2021; 221 у 2009, 369 у 1999, 443 у 1989).
Національний склад станом на 1989 рік:
- поляки — 53 %
- німці — 30 %.